# ジョージアの首相
ジョージア（グルジア）の首相は、1918年5月に帝政ロシアからグルジア民主共和国が独立した際に設置され、その後1921年の赤軍の侵攻により共産化していたグルジア・ソビエト社会主義共和国時代の類似の職を経て、1991年のソ連崩壊により独立を回復したグルジア（現ジョージア）にも置かれている。
その職名には、
- 政府長 (მთავრობის თავმჯდომარე) - グルジア民主共和国（1918年 - 1921年）
- 人民委員会議議長 (სახალხო კომისართა საბჭოს თავმჯდომარე) - グルジア社会主義ソビエト共和国 / グルジア・ソビエト社会主義共和国（1922年 - 1946年）
- 閣僚会議議長 (მინისტრთაკაბინეტისთავმჯდომარე) - グルジア・ソビエト社会主義共和国（1946年 - 1990年）
- 首相 (პრემიერ-მინისტრი) - グルジア共和国 (1990年 - 1995年）
- 国家大臣 (სახელმწიფომინისტრი) - グルジア（1995年 - 2004年）
- 首相 - グルジア（2004年 - ）

といった変更が加えられている。

## 一覧
所属政党の色分け凡例は以下の通り。
| グルジア社会民主党 | ロシア共産党（ボリシェヴィキ） / 全連邦共産党（ボリシェヴィキ） / ソビエト連邦共産党 |
| 円卓―自由グルジア  | ジョージア市民同盟                                                                   |
| 統一国民運動       | グルジアの夢＝民主グルジア                                                           |

### グルジア民主共和国政府長
|    | 名前                 | 画像 | 就任年月日    | 退任年月日    | 所属政党           |
| -- | -------------------- | ---- | ------------- | ------------- | ------------------ |
| 31 | ノエ・ラミシュヴィリ |      | 1918年5月26日 | 1919年7月24日 | グルジア社会民主党 |
| 32 | ノエ・ジョルダニア   |      | 1919年7月24日 | 1931年2月25日 | グルジア社会民主党 |

### グルジア社会主義ソビエト共和国 / グルジア・ソビエト社会主義共和国人民委員会議議長
|    | 名前                                 | 画像 | 就任年月日    | 退任年月日 | 所属政党           |
| -- | ------------------------------------ | ---- | ------------- | ---------- | ------------------ |
| 33 | ブドゥ・ムディヴァニ                 |      | 1931年7月     | 1932年4月  | ロシア共産党（ボ） |
| 34 | セルゲイ・カフタラゼ                 |      | 1932年2月28日 | 1933       | ロシア共産党（ボ） |
| 35 | ミハ・ツハカヤ                       |      | 1933年        | 19351月4日 | ロシア共産党（ボ） |
| 36 | シャルヴァ・エリアヴァ               |      | 1935年1月4日  | 1937年     | 全連邦共産党（ボ） |
| 37 | ラヴレンチー・カルトヴェリシュヴィリ |      | 1937年6月     | 1939年     | 全連邦共産党（ボ） |
| 38 | フィリップ・マハラゼ                 |      | 1939年        | 1951年     | 全連邦共産党（ボ） |
| 39 | ラド・スヒシュヴィリ                 |      | 1951年1月     | 1953年9月  | 全連邦共産党（ボ） |
| 40 | ゲルマン・ムガロブリシュヴィリ       |      | 1953年9月     | 1954年     | 全連邦共産党（ボ） |
| 41 | ヴァレリアン・バクラゼ               |      | 1954年7月     | 1955       | 全連邦共産党（ボ） |

### グルジア・ソビエト社会主義共和国閣僚会議議長
|    | 名前                               | 画像 | 就任年月日     | 退任年月日     | 所属政党           |
| -- | ---------------------------------- | ---- | -------------- | -------------- | ------------------ |
| 42 | ヴァレリアン・バクラゼ             |      | 1955年         | 1956           | 全連邦共産党（ボ） |
| 43 | ザハリー・チュフビアニシュヴィリ   |      | 1956年12月     | 19634月5日     | 全連邦共産党（ボ） |
| 44 | ザハリー・ケツホヴェリ             |      | 1963年4月6日   | 19644月15日    | ソビエト連邦共産党 |
| 45 | ヴァレリアン・バクラゼ             |      | 1964年4月15日  | 1975年9月21日  | ソビエト連邦共産党 |
| 46 | ギヴィ・ジャヴァヒシュヴィリ       |      | 1975年9月21日  | 1987年12月17日 | ソビエト連邦共産党 |
| 47 | ズラブ・パタリゼ                   |      | 1987年12月17日 | 1988年6月5日   | ソビエト連邦共産党 |
| 48 | ドミトリー・カルトヴェリシュヴィリ |      | 1988年7月2日   | 1989年4月12日  | ソビエト連邦共産党 |
| 49 | オタル・チェルケジヤ (uk)          |      | 1989年4月12日  | 1990年3月29日  | ソビエト連邦共産党 |
| 50 | ズラブ・チヘイゼ (uk)              |      | 1990年3月29日  | 1991年4月14日  | ソビエト連邦共産党 |
| 51 | ノダル・チタナヴァ (uk)            |      | 1991年4月14日  | 199211月15日   | ソビエト連邦共産党 |
| 52 | テンギズ・シグア                   |      | 1992年11月15日 | 1993年8月18日  | 無所属             |

### グルジア共和国首相
|                          | 名前                           | 画像 | 就任年月日    | 退任年月日    | 所属政党          |
| ------------------------ | ------------------------------ | ---- | ------------- | ------------- | ----------------- |
| 代行                     | ムルマン・オマニゼ (uk)        |      | 1991年8月18日 | 1991年8月26日 | 無所属            |
| 1                        | ヴィッサリオン・ググシュヴィリ |      | 1991年8月26日 | 1992年1月6日  | 円卓―自由グルジア |
| ガムサフルディア亡命政府 | ヴィッサリオン・ググシュヴィリ |      | 1992年1月6日  | 1993年11月6日 | 円卓―自由グルジア |
| 代行                     | テンギズ・シグア               |      | 1992年1月6日  | 1992年11月8日 | 無所属            |
| 2                        | テンギズ・シグア               |      | 1992年11月8日 | 1993年8月5日  | 無所属            |
| 代行                     | エドゥアルド・シェワルナゼ     |      | 1993年8月5日  | 1993年8月20日 | 無所属            |
| 3                        | オタル・パツァツィア           |      | 1993年8月20日 | 1995年10月5日 | 無所属            |
| 代行                     | バクル・グルア (uk)            |      | 1995年10月5日 | 1995年12月8日 | 無所属            |

### グルジア国家大臣
|   | 名前                         | 画像 | 就任年月日     | 退任年月日     | 所属政党             |
| - | ---------------------------- | ---- | -------------- | -------------- | -------------------- |
| 1 | ニコ・レキシュヴィリ         |      | 1995年12月8日  | 1998年8月7日   | ジョージア市民同盟   |
| 2 | ヴァジャ・ロルトキパニゼ     |      | 1998年8月7日   | 2000年5月11日  | ジョージア市民同盟   |
| 3 | ギオルギ・アルセニシヴィリ   |      | 2000年5月11日  | 2001年12月21日 | ジョージア市民同盟   |
| 4 | アヴタンディル・ジョルベナゼ |      | 2001年12月12日 | 2003年11月27日 | ジョージア市民同盟   |
| 5 | ズラブ・ジワニア             |      | 2003年11月27日 | 2004年2月17日  | ブルジャナゼ民主同盟 |

### ジョージア（グルジア）首相
|      | 名前                           | 画像 | 就任年月日     | 退任年月日     | 所属政党             |
| ---- | ------------------------------ | ---- | -------------- | -------------- | -------------------- |
| 1    | ズラブ・ジワニア               |      | 2004年2月17日  | 2005年2月3日   | ブルジャナゼ民主同盟 |
| 代行 | ミヘイル・サアカシュヴィリ     |      | 2005年2月3日   | 2005年2月17日  | 統一国民運動         |
| 2    | ズラブ・ノガイデリ             |      | 2005年2月17日  | 2007年11月16日 | ブルジャナゼ民主同盟 |
| 代行 | ギオルギ・バラミゼ             |      | 2007年11月16日 | 2007年11月22日 | 統一国民運動         |
| 3    | ラド・グルゲニゼ               |      | 2007年11月22日 | 2008年11月1日  | 無所属               |
| 4    | グリゴル・ムガロブリシュヴィリ |      | 2008年11月1日  | 2009年2月6日   | 無所属               |
| 5    | ニコロス・ギラウリ             |      | 2009年2月6日   | 2012年7月4日   | 無所属               |
| 6    | ヴァノ・メラビシュヴィリ       |      | 2012年7月4日   | 2012年10月25日 | 統一国民運動         |
| 7    | ビジナ・イヴァニシヴィリ       |      | 2012年10月25日 | 2013年11月20日 | グルジアの夢         |
| 8    | イラクリ・ガリバシヴィリ       |      | 2013年11月20日 | 2015年12月30日 | グルジアの夢         |
| 9    | ギオルギ・クヴィリカシヴィリ   |      | 2015年12月30日 | 2018年6月20日  | グルジアの夢         |
| 10   | マムカ・バフタゼ               |      | 2018年6月20日  | 2019年9月8日   | グルジアの夢         |
| 11   | ギオルギ・ガハリア             |      | 2019年9月8日   | 2021年2月18日  | グルジアの夢         |
| 代行 | マヤ・ツキティシュビリ         |      | 2021年2月18日  | 2021年2月22日  |                      |
| 12   | イラクリ・ガリバシヴィリ       |      | 2021年2月22日  | 2024年1月29日  | グルジアの夢         |
| 13   | イラクリ・コバヒゼ             |      | 2024年2月8日   | （現職）       | グルジアの夢         |